# Константин Капански
Свети Константин Капански е православен светец и един от осемте светци на Тесалия. Роден е в планинското село на Аграфа с името Капа. Баща му бил османски чиновник приел исляма.
На двадесетгодишна възраст момчето е посветено в християнските тайни от учен монах от манастира „Свети Николай“ в родното му село Капа. Това се случва във време на бунтовни настроения в района, последвани от въстание. Когато монахът преценява, че вярата на момчето в Христос е затвърдена, той го кръщава в манастира и го преименува на Константин – от Саим.
Бащата на момчето, който е османски чиновник, разбирайки за покръстването на сина си, нарочва трима монаси от манастира за случилото се и иска от кадията да бъдат наказани със смърт. Монасите бягат и се укриват на Метеора, където бащата на новопокръстения изгаря метеорския манастир дал подслон на укрилите се.
След като се прибира на село, Константин е хвърлен от баща си в тъмница, в опит за разкаяние, но младежът бил непреклонен. В крайна сметка Константин по гневната воля на баща си е бесен, но легендата предава че три пъти въжето се късало, и в крайна сметка мъченика бил обезглавен.
Тленните останки на новомъченика за вярата били погребани от християните близо до мястото на мъченическата му смърт, в местността „Трите дървета“, на мястото където се намира днешното село Капа, което във времето от началото на XVI век три пъти сменяло местоположението си по разни причини.
Паметта на светеца се чества в деня на мъченическата му смърт – на 18 август (1610 г.).